# Cab Kaye

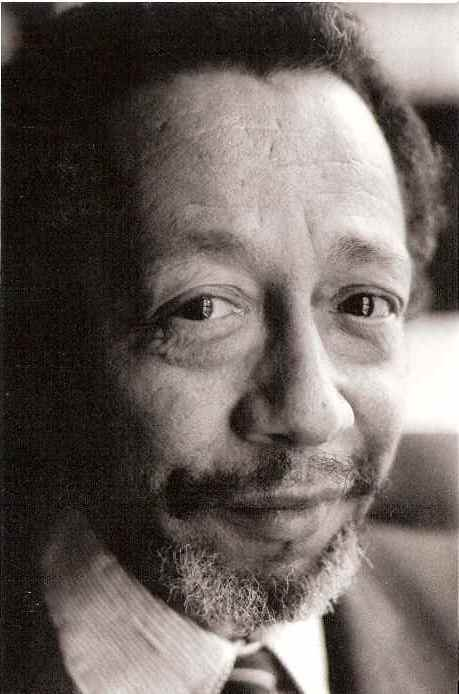
Cab Kaye (Foto: Dixie Solleveld)

Cab Kaye (* 3. September 1921 in London als Augustus Kwamlah Quaye; † 13. März 2000 in Amsterdam) war ein britisch-ghanaischer Jazz- und Unterhaltungsmusiker (Gesang, Gitarre, Piano, Schlagzeug), der auch als Diplomat tätig war und zeitweise unter dem Namen Nii-lante Augustus Kwamlah Quaye auftrat. Er kombinierte Blues, Modern Jazz, Stride-Piano und Scatgesang mit der Musik seiner ghanaischen Vorfahren.

## Leben
Kaye stammt aus einer musikalischen Familie (seine Mutter Doris Balderson war Sängerin; seine Vorfahren väterlicherseits waren Asafotrommler; sein früh verstorbener Vater trat unter dem Namen Ernest Mope Desmond als Bandleader in Großbritannien mit Arthur Briggs und Sidney Bechet auf). Er arbeitete 1936 als Steptänzer und dann auch als Sänger in der Band von Billy Cotton, wo es zu ersten Aufnahmen kam. 1937 spielte er Schlagzeug in der Band von Doug Swallow und war dann mit Hal Swain und Alan Green unterwegs, bevor er zur Band von Ivor Kirchin wechselte. Dann trat er mit der Swing-Band von Ken „Snakehips“ Johnson auf und spielte auch in Radioübertragungen. 1941 heuerte er als Mitglied der Handelsmarine an, um die Alliierten während des Weltkriegs zu unterstützen. Er verbrachte einen Teil des Krieges in einem Armeehospital in New York City und hatte so 1942 die Gelegenheit, mit Roy Eldridge,  Slam Stewart, Pete Brown, Charlie Parker, Dizzy Gillespie und Willie The Lion Smith zu jammen. Zurück in London sang Kaye 1943 bei Harry Parry und dann mit den Princes of Rhythm, bevor er eine eigene Band gründete, zu der Ronnie Scott und Ralph Sharon bzw. Dick Katz gehörten.
Nach Kriegsende war er mit Leslie “Jiver” Hutchinsons All Colored Band zur Truppenbetreuung in Ägypten und Indien und trat dann in Belgien auf. 1947 arbeitete er in London mit den Bands von Vic Lewis, Ted Heath und Tito Burns, um sich im darauf folgenden Jahr mit seinen The Ministers of Swing, zu denen Ronnie Scott, Johnny Dankworth, Jimmy Skidmore und  Denis Rose, gehörten, auch dem Bebop zuzuwenden. In den nächsten Jahren war er mit seinen Cab Kaye and his Coloured Orchestra und mit den The Cabinettes unterwegs, zu denen  auch Mona Baptiste aus Trinidad gehörte; beide Bands spielten regelmäßig im 100 Club. Mit seiner All Coloured Band tourte er 1950 und 1951 durch Frankreich, Belgien, Deutschland und die Niederlande. In Paris jammte er auch mit Django Reinhardt und Roy Eldridge und erhielt die einzige Klavierstunde seines Lebens durch Tadd Dameron. Auch begleitete er eine Zeitlang Don Byas als Pianist. 1953 spielte er auch mit  Mary Lou Williams, Dizzy Reece, Pat Burke; auch war er mit dem Musical Memories of Jolson, das das Leben von Al Jolson darstellte, in Schottland auf Gastspielreise. 1954 begleitete er in Paris Eartha Kitt am Klavier, arbeitete aber auch als Schauspieler im Film The Man Who Loved Redheads von Harold French, für den er auch die Filmmusik schrieb. 1955/56 trat er in den Niederlanden in einer Bigband der Bandleader auf, zu der Wil Hensbergen, Max Woiski, Eddy Sanchez, Johnny Kraaykamp, Wessel Ilcken und Kaye gehörten. Weiterhin trat er mit Rob Pronk, Toon van Vliet, Dub Dubois und Wally Bishop auf, unter anderem im Amsterdamer Club Sheherazade. Später im Jahr tourte er durch Westdeutschland mit der Band von Eric Delaney, mit der er 1957 auch in England unterwegs war. 1959/60 gehörte er zur Band von Humphrey Lyttelton; dabei entstand auch das Album Humph Meets Cab (1960).
Nach der Unabhängigkeit von Ghana arbeitete er unter Kwame Nkrumah als Protokolloffizier in der Londoner Botschaft von Ghana. Als Miriam Makeba aus Südafrika ausgebürgert wurde, trug er dazu bei, dass sie einen ghanaischen Pass erhielt. Am 3. August 1961 wurde eine Abschiedsparty für ihn aus dem Ronnie Scott's Club von der BBC ausgestrahlt. In den nächsten Jahren arbeitete er in Ghana für die Ghana Industrial Development Corporation und als Unterhaltungsmanager für die Ghana Hotels Ltd., war daneben aber auch weiterhin als Musiker aktiv und trat mit  Guy Warren, Pete Seeger und 1964 in New York mit Dizzy Gillespie auf. Nach einem Militärputsch war seine Karriere in Ghana beendet; er ging zunächst nach Lagos. 1967 kam es zu Auftritten mit den Spree City Stompers. Mit den Nelson Cole Brothers tourte er durch Nigeria.

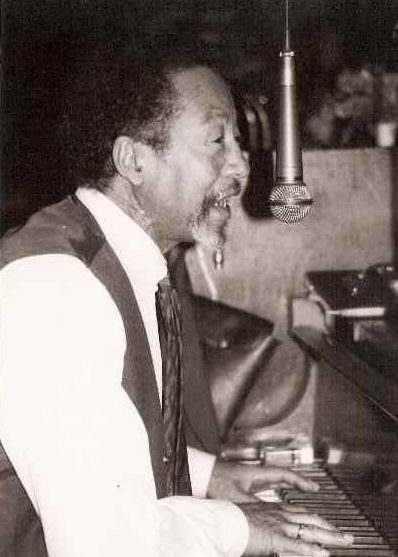
Cab Kaye in seiner Pianobar in Amsterdam

1970 kam er nach Europa zurück, wo er eine neue Karriere begann. In den späten 1970er Jahren zog er nach Amsterdam, wo er mit Musikern wie Babs Gonzales, Bert Koppelaar, Wilbur Little und Boy Edgar konzertierte. Am 1. Oktober 1979 eröffnete er mit seiner (dritten) Frau Cab Kaye's Jazz Piano Bar in der Beulingstraat 9, wo er bis 1988 spielte, wenn er nicht auf Tour war. Musiker wie Rosa King, Slide Hampton, Max Roach, Oscar Peterson, Pia Beck und andere stiegen bei den Konzerten ein. Viermal trat Kaye zwischen 1979 und 1983 auf dem North Sea Jazz Festival auf. Zu seinem Geburtstag 1996 fand eine Geburtstagsparty im Bimhuis mit John Engels und Rosa King statt.
Seine Kinder Terri Quaye, Caleb Quaye und Finley Quaye sind als Musiker tätig.

## Diskografische Hinweise
- Cab Kaye Live at the North Sea Jazz Festival 1981 (Philips)
- Cab Kaye The Key (Keytone)

## Lexigrafische Einträge
- Ian Carr, Digby Fairweather, Brian Priestley: Rough Guide Jazz. Der ultimative Führer zur Jazzmusik. 1700 Künstler und Bands von den Anfängen bis heute. Metzler, Stuttgart/Weimar 1999, ISBN 3-476-01584-X.
- John Chilton Who’s Who in British Jazz
- Rainer E. Lotz, Cab Kaye. In: New Grove Dictionary of Jazz